# Varmeisolerende vinduesrude
En varmeisolerende vinduesrude eller isoleringsrude er en rude som består af flere lag glas med lufttætte rum mellem lagene.
Et eksempel på en varmeisolerende vinduesrude er en termorude. For traditionelle termoruder er det lufttætte rum mellem ruderne fyldt med atmosfærisk luft, mens der i moderne termoruder, kaldet energiruder, anvendes mere isolerende gasarter som fx argon.